# Роклунда (стадион)
Стадион «Роклунда» (швед. Rocklunda Bandystadion) — спортивное сооружение в Вестеросе, Швеция. Сооружение предназначено для проведения матчей по хоккею с мячом. Арену для домашних игр, использует команда по хоккею с мячом «Тиллберга». Трибуны спортивного комплекса вмещают 10 200 зрителей.
Открыта арена в 1956 году. Рекорд посещаемости, который равен 14500 зрителей, был установлен в финале чемпионата Швеции 1989/1990 в матче «Вестерос» — «Сандвикен» АИК.
Размер игрового поля 108x65 метра

## Информация
Адрес: Вестерос, Vasagatan, 69 (Västerås)